# 若森倫次郎
若森 倫次郎（わかもり りんじろう、1910年（明治43年）8月26日 - 2002年（平成14年）4月24日）は、昭和時代前期の台湾総督府官僚。旧姓は村岡。

## 経歴・人物
台北市築地町に生まれる。1925年（大正14年）12月、旧岡部藩士の若森家（本籍・東京市牛込区弁天町）に入籍し、姓を改める。台北高等学校を卒業。1933年（昭和8年）3月、台北帝国大学文教学部を卒業し、翌年10月、高等試験行政科に合格。同年、台湾総督府交通局逓信部書記に就任した。
1937年（昭和12年）11月に地方理事官に進み、嘉義市助役となり、のち台南州斗六郡守に転じた。その後は、高雄州教育課長、殖産局鉱務課勤務、専売局参事、樟脳課長、煙草課長などを歴任した。
戦後、北海道開発局官房長を務めた。